# Витватерсрандский университет
Витватерсрандский университет, или Университет Витватерсранда (англ. University of the Witwatersrand), в просторечии часто университет Витс (англ. Wits University) — ведущий университет Южной Африки, расположен около Йоханнесбурга.

## История
Основан в 1896 году. В 1925 году на территории, принадлежащей университету, была основана Йельско-колумбийская южная обсерватория, которая проработала 26 лет.
В годы апартеида руководство университета с самого начала противодействовало этой политике и критиковало её. Вплоть до 1959 г. университет принимал темнокожих студентов без ограничений, однако и после принятия специального закона об ужесточении сегрегации в университетах в него продолжали поступать коренные африканцы, многие из которых стали потом видными деятелями движений против апартеида. Окончательно расовые ограничения были сняты в университете в конце 1980-х гг., за несколько лет до их официальной отмены.

## Факультеты
- Коммерции, права и управления
- Инженерно-строительный
- Медицинский
- Гуманитарный
- Естественнонаучный

## Известные выпускники
- Аарон Клуг, 1982 Нобелевская премия по химии
- Надин Гордимер, 1991 Нобелевская премия по литературе
- Нельсон Мандела, 1993 Нобелевская премия мира
- Сидней Бреннер, 2002 Нобелевская премия по медицине
- Стэнли Мандельстам, физик-теоретик
- Кевин Воланс, композитор
- Элизабет Эйберс, поэтесса
- Джо Слово, политический активист
- Джанет Сазман, актриса и режиссёр
- Элизабет Коннелл, оперная певица
- Хелен Зилле, политический и государственный деятель
- Иван Владиславич, писатель
- Хендрик Рамаала, легкоатлет
- Сол Керцнер, бизнесмен, владелец гостиничных сетей
- Бенедикт Уоллет Вилакази, поэт и прозаик